# Резнак, Янош
Янош Резнак (венг. Reznák János, 12 декабря 1930 — 11 июня 1988) — венгерский борец вольного стиля, призёр чемпионатов мира.

## Биография
Родился в 1930 году в Сегеде. В 1958 году принял участие в чемпионате мира по греко-римской борьбе, но занял лишь 5-е место, после чего выступал на международных соревнованиях исключительно по правилам вольной борьбы. В 1960 году принял участие в Олимпийских играх в Риме, но стал там лишь 6-м. В 1961 году занял 4-е место на чемпионате мира. В 1962 году стал на чемпионате мира 5-м. В 1963 году завоевал бронзовую медаль чемпионата мира. В 1964 году принял участие в Олимпийских играх в Токио, но наград не завоевал. На чемпионате мира 1965 года был 6-м.